# Roche siliciclastique
 (août 2025).

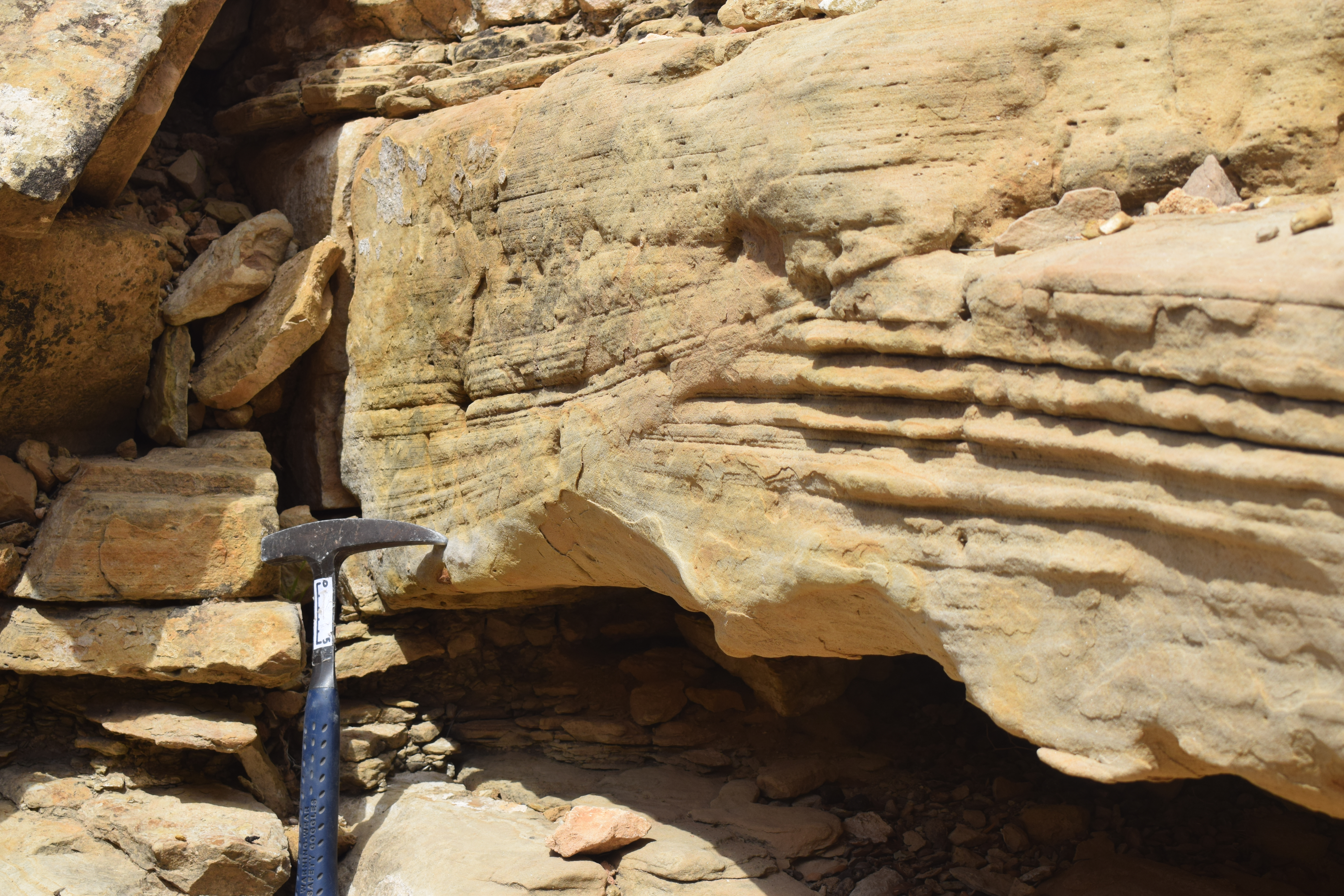
Stratification croisée dans un grès fluviatile Crétacé du bassin d'Agadir (Maroc)

Les roches siliciclastiques sont des roches sédimentaires détritiques non carbonatées constituées presque exclusivement de silice sous forme de quartz ou d'autres minéraux silicatés. Toutes les roches siliciclastiques sont formées par des processus inorganiques, déposées par des procédés mécaniques (deltas, cones alluviaux, shoreface) avant d'être finalement lithifiées. Ce sont principalement des roches gréseuses et elles représentent 50 à 60 % des objectifs d'exploration de pétrole et de gaz dans le monde. Les autres minéraux silicatés présents sont principalement des feldspaths, des micas (biotite) et des argiles.
Les sédiments siliciclastiques sont formés à partir de roches préexistantes, à la suite de la rupture, du transport et de la redéposition des résidus d'érosions. L'étude de la provenance de sédiments siliciclastiques est communément utilisée comme base à la création de modèles source-to-sink permettant la compréhension de l'évolution des domaines continentaux au cours des temps géologiques.